# Aïmen Moueffek
Aïmen Moueffek, född 9 april 2001, är en fransk fotbollsspelare som spelar för Saint-Étienne.

## Karriär
Moueffek började spela fotboll i AL Saint-Maurice-l'Exil och spelade därefter för Cascol Football innan han 2012 gick till Saint-Étienne. Han var en del av U19-laget som vann Coupe Gambardella 2019.
I juli 2019 skrev han på sitt första proffskontrakt med Saint-Étienne; ett treårskontrakt. Moueffek debuterade i Ligue 1 den 17 september 2020 i en 2–0-vinst över Marseille, där han blev inbytt i den 9:e minuten mot skadade Mathieu Debuchy. I maj 2021 förlängde Moueffek sitt kontrakt i Saint-Étienne fram till 2024.